# Richard Lang
Richard Lang (Sídney, 23 de febrero de 1989) es un ciclista profesional australiano.
Tras destacar en la modalidad de pista con varias medallas en campeonatos nacionales en 2008 y 2009 pasó al profesionalismo en carretera a finales del mes de agosto de 2009 con el equipo australiano del Team Budget Forklifts. Pocos meses después, de cara a la temporada 2010, fichó por el Team Jayco donde en 2011 se hizo con el 2011 tras hacerse con el Campeonato de Oceanía en Ruta.

## Palmarés

### Pista
2008 (como amateur)
- 2.º en el Campeonato de Australia Persecución por Equipos (haciendo equipo con Jackson-Leigh Rathbone, Robert Lyte y Dale Scarfe)

2009 (como amateur)
- 2.º en el Campeonato de Australia Madison
- 3.º en el Campeonato de Australia Scratch
- Campeonato de Australia Onmium

2010
- 3.º en el Campeonato de Australia Persecución por Equipos (haciendo equipo con Alex Carver, Benjamin Harvey y Scott Law)

### Carretera
2011
- Campeonato Oceánico en Ruta sub-23
- Trofeo Banca Popular de Vicenza
- UCI Oceania Tour

## Equipos
- Team Budget Forklifts (2009)[3]
- Team Jayco (2010-2011)
  - Team Jayco-AIS (2010)
  - Team Jayco-Skins (2011)
- Rapha Condor-Sharp (2012)
- Team Raleigh (2013)
- Condor JLT (2014-2015)
  - Rapha Condor JLT (2014)
  - Condor JLT (2015)